# Robert H. Wright
Robert H. Wright  (ur. 1906, zm. 1985) – amerykański fizykochemik, twórca koncepcji, leżącej u podstaw wibracyjnej teorii powstawania wrażeń węchowych.  

## Rys biograficzny
Robert H. Wright ukończył studia w dziedzinie chemii i fizyki na University of British Columbia. W 1930 otrzymał w McGill University tytuł magistra chemii fizycznej i fizyki, a w 1931 - doktora chemii fizycznej.
Kierował zespołem  Badania reakcji węchu (The Olfactory Response Investigation) w Radzie ds. Badań Naukowych Kolumbii Brytyjskiej (British Columbia Research Council).
Po odejściu z Rady na emeryturę (1971) R.H. Wright mógł kontynuować badania dzięki hojnemu wsparciu anonimowego sponsora, który zainteresował się jego publikacjami. Prowadził badania we współpracy z fizykami, chemikami i psychologami z Simon Fraser University (SFU) w Vancouver.
University of New Brunswick przyznał R.H.Wrightowi Doktorat Honoris Causa (1973), a Canadian Society for Chemical Engineering – Nagrodę Pamięci R.S. Jane Memorial Lecture Award (1976).
R.H. Wright jest autorem popularnej książki The Science of Smell (1964), wydanej również w wersji polskiej, oraz wielu innych publikacji naukowych. Niemal wszystkie publikacje dotyczyły przede wszystkim wibracyjnej teorii percepcji zapachu. Koncepcję Wrighta podjął i znacząco rozwinął Luca Turin.

## Obszar pracy naukowej
Przez cały okres działalności zawodowej R.H. Wright interesował się problemami węchu, a przede wszystkim możliwościami wyjaśnienia tych problemów w oparciu o fizykochemiczne cechy cząsteczek odorantów. Sformułował koncepcję, że oscylacje (wibracje), które charakteryzują poszczególne wiązania chemiczne, w szczególny sposób wpływają na chemoreceptory węchowe. Powoduje to powstanie charakterystycznego wzoru elektrochemicznej aktywności mózgu, interpretowanego jako specyficzny zapach.
Wright przypuszczał, że w widmie cząsteczek odorantów występują tzw. „częstości osmiczne” z zakresu 50 – 500 cm−1. Miały one wywoływać zmiany poziomu energetycznego elektronów w cząsteczkach pigmentów (ok. 20 rodzajów), występujących w śluzie nabłonka węchowego. Przejściu elektronów z metastabilnego stanu wzbudzonego do stanu podstawowego miała towarzyszyć zmiana momentu dipolowego cząsteczki pigmentu, wywołująca lokalną depolaryzację najbliższego fragmentu błony komórki węchowej. Koncepcja została opisana w książce The Science of Smell oraz w licznych publikacjach naukowych.
Pigmenty miały być odpowiedzialne za istnienie ok. 20 zapachów podstawowych, analogicznych do trzech podstawowych barw. Istnienia takich pigmentów doświadczalnie nie potwierdzono. Przeciw hipotezie Wrighta przemawia fakt, że izotopowe wymiany atomów w cząsteczkach odorantów, które wpływają na częstości drgań cząsteczki (zmiana masy), nie powodują zmian zapachu. Hipoteza nie powala też wyjaśnić różnic między zapachem enancjomerów, które mają identyczne widma rotacyjne i oscylacyjne (np. izomery karwonu).
W latach 1990. koncepcję Wrighta znacząco rozwinął Luca Turin, który wskazał teoretyczne, biofizyczne podstawy odbierania wibracji przez receptory.

## R.H. Wright Award in Olfactory
Anonimowy sponsor, który finansował badania R.H. Wrighta w latach 1971 – 1985, utworzył na jego cześć specjalny fundusz nagród R.H. Wright Award in Olfactory, wspierający badania węchu. Laureat, wybrany przez międzynarodowy komitet specjalistów, otrzymuje 5000 dolarów nagrody finansowej oraz grant badawczy w wysokości 20000 dolarów.
Pierwszym laureatem R.H. Wright Award in Olfactory (1985, rok śmieci R.H. Wrighta) był dr Karl-Ernst Kaissling z Instytutu Maxa Plancka (Seewlesen, Niemcy), który został wyróżniony za pionierskie badania węchu owadów.
Po śmierci sponsora nagrody (1987), wdowa - June Linville - postanowiła kontynuować finansowanie badań. Na cześć Roberta H. Wrighta oraz jej zmarłego męża - Franka Allisona Linville'a są przez wiele lat przyznawane nagrody R.H. Wright Award in Olfactory dla wyróżnionych naukowców oraz stypendia dla absolwentów Simon Fraser University.
W 1996 R.H. Wright Award in Olfactory przyznano Lindzie B. Buck, która w 2004 została laureatką Nagrody Nobla w dziedzinie medycyny (wspólnie z Richardem Axelem) za  odkrycie wielkiej rodziny genów, kodujących receptory węchowe.